# Am Kühbuck
Am Kühbuck (auch Am Kühböck) ist ein Gemeindeteil des Marktes Markt Einersheim im unterfränkischen Landkreis Kitzingen. Am Kühbuck liegt in der Gemarkung Markt Einersheim.

## Geografische Lage
Der Weiler liegt im Süden des Markt Einersheimer Gemeindegebiets. Kühbuck verweist auf eine kleine Anhöhe, an der die Milchkühe des nahen Einersheim weideten. Im Norden liegt Markt Einersheim, im Osten befindet sich Possenheim, ein Gemeindeteil von Iphofen. Weiter im Süden verläuft die Bahnstrecke Fürth–Würzburg an dem Gemeindeteil vorbei. Im Westen liegen die Einersheimer Gemeindeteile Am Wasserhäuschen und Schwarzmühle.

## Geschichte
Die Gegend um den Kühbuck wurde bereits in der Jungsteinzeit besiedelt. In unmittelbarer Umgebung befanden sich Siedlungen aus der Hallstatt- und der Latènezeit. Während der fränkischen Kolonisierung blieb der Kühbuck weiterhin besiedelt, hier stand wohl die Wüstung Kirchheim. Beim Bau der heutigen Gebäude stieß man auf ein merowingisches Gräberfeld und grub eine Gürtelschnalle und einen Schlagstall aus. Am Kühbuck besteht heute aus zwei Aussiedlerhöfen aus den Jahren 1962 und 1965.

### Einwohnerentwicklung
| Jahr        | 001970 | 001987 |
| Einwohner   | 10     | 11     |
| Wohngebäude |        | 3      |
| Quelle      | [ 7 ]  | [ 1 ]  |